# Bella Hadid
Isabella Khairiah Hadid, mer känd som Bella Hadid, född 9 oktober 1996 i Washington, D.C., är en palestinsk-amerikansk fotomodell. Hon är dotter till Yolanda Hadid och fastighetsmagnaten Mohamed Hadid samt yngre syster till Gigi Hadid.
Bella Hadid har förekommit på omslagen till Seventeen Magazine, Harper's Bazaar, Elle, Allure och L'Officiel. I maj 2016 prydde hon omslaget till Vogues turkiska utgåva.